# Fandom furry

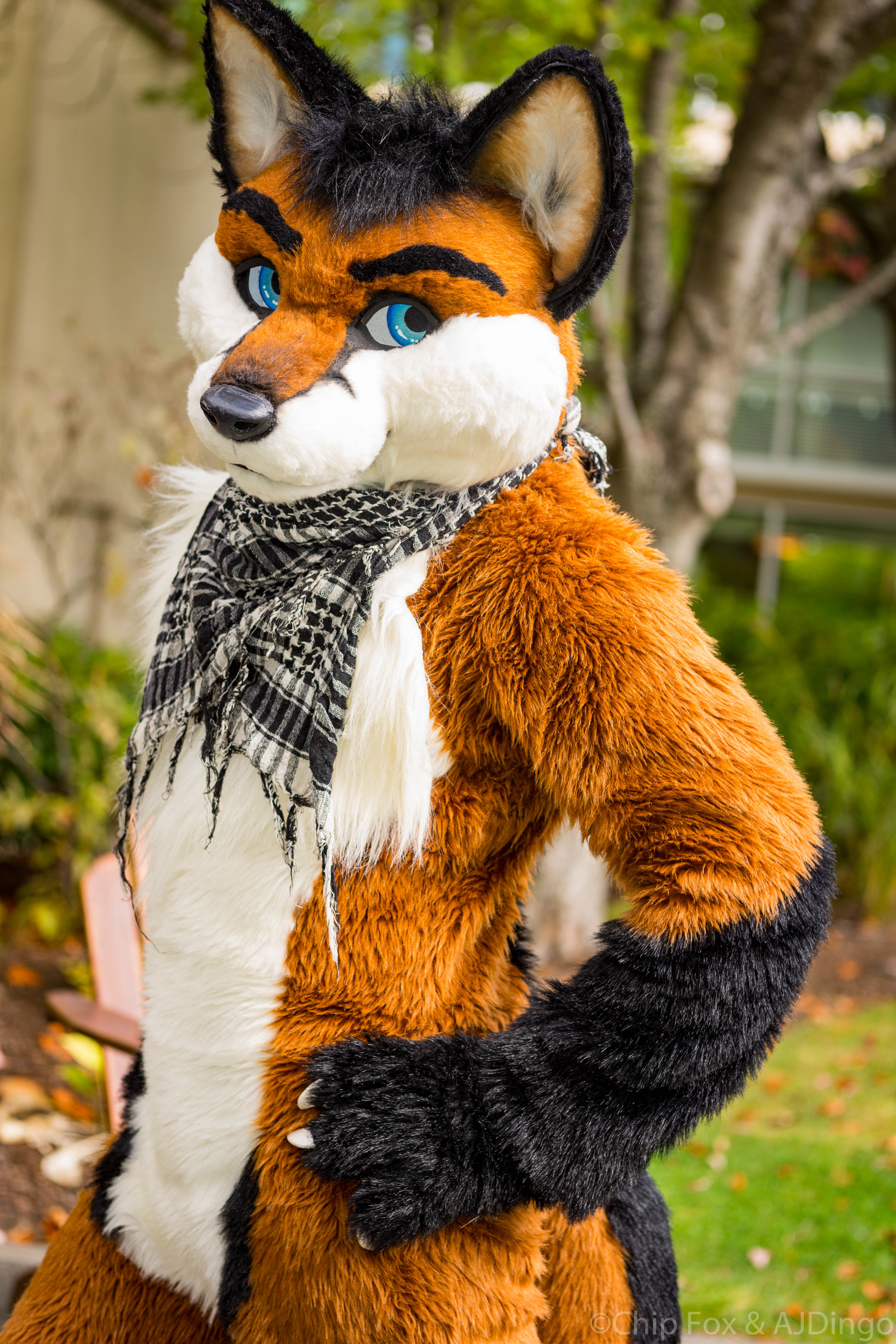
Certains furries possèdent des fursuits, costumes créés à l'effigie de leurs fursonas.

Le fandom furry (de l'anglais fanatic, « admirateur »,  -domain, « appartenant à une idéologie », et furry, « poilu ») est le groupe de personnes intéressées par le furry, un mouvement culturel apparu sous ce terme vers le milieu des années 1980. Le mouvement furry est défini comme l'intérêt pour les animaux imaginaires ou non, mythologiques ou anthropomorphes, c’est-à-dire l'intérêt pour les animaux possédant des caractéristiques humaines : usage de la parole, port d’habits, adoption d’un style de vie humain, etc. Les personnes qui appartiennent au fandom furry sont appelées furs ou furries.

## Clarification du concept

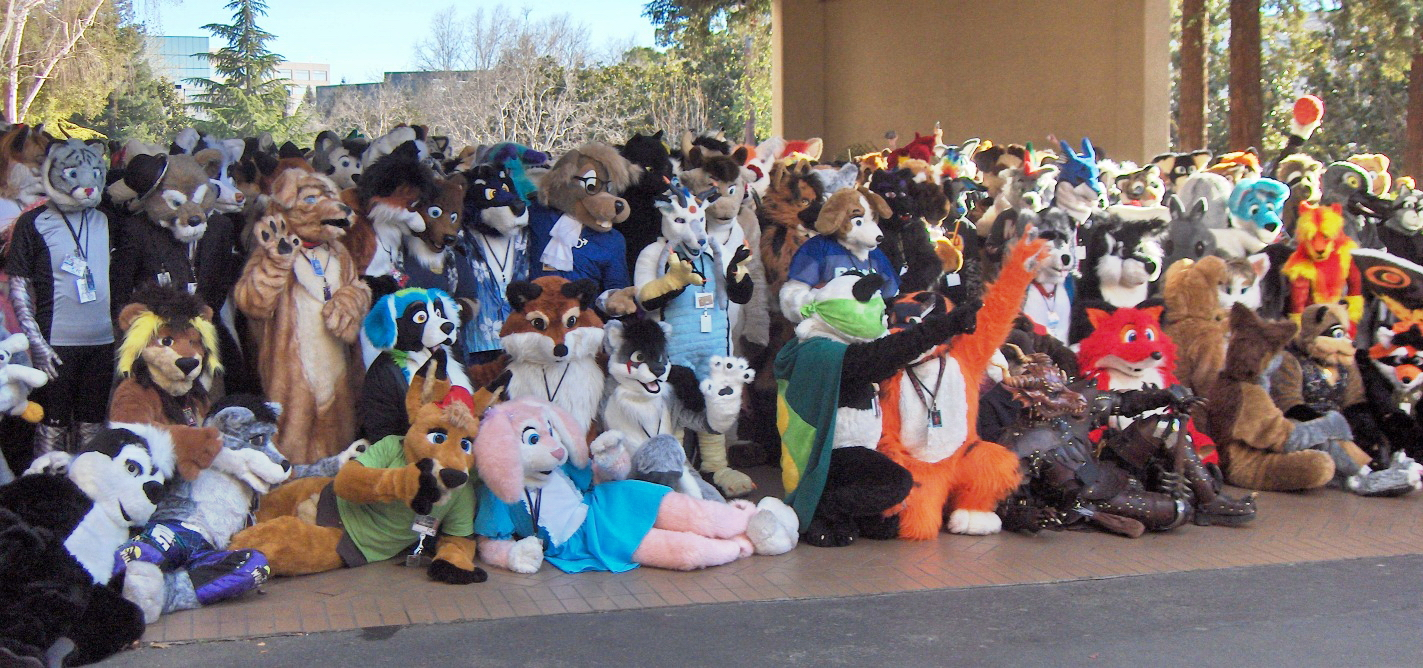
Rassemblement de furries aux Etats-Unis en 2007.

Le furry est parfois du cosplay qui prend comme base non pas la création de nouveaux personnages, mais le fait d'incarner un personnage en prenant son apparence, le fursona.
Les costumes de certains furries, les fursuits (portées par les fursuiters), sont très différents des costumes habituels de cosplay : comme leur nom l'indique, ils sont tout ou partie constituée de fourrure (synthétique). La fursuit répresente un fursona, animal fictif qui n'est pas la réplique d'un personnage existant. La fursuit procède d'un travail de création entre son propriétaire et l'artiste qui va physiquement créer le costume. Tous les furries ne possèdent pas une fursuit, la plupart se contentent de dessins de leur fursona, qu'ils réalisent eux-mêmes ou commandent à un artiste.
L'inclusion d'une personne dans le fandom furry dépend de l'acceptation de la définition même du furry. Ainsi, l'art pratiqué par des artistes comme Philippe Geluck, avec son personnage Le Chat, n'est pas considéré comme appartenant au furry, car le dessinateur ne fait pas référence au fandom furry, que ce soit personnellement ou au sein de ses dessins. Pour les mêmes raisons, une personne appréciant les dessins animés dont les protagonistes sont des animaux anthropomorphes, et/ou pratiquant le jeu de rôle avec un alter-égo animal (fursona), ne sera pas reconnue en tant que furry si elle ne dit pas y adhérer elle-même.

## Origines
En septembre 1966, l’œuvre d’Osamu Tezuka Le Roi Léo amena les téléspectateurs à s'identifier à un animal anthropomorphe ; mais c'est véritablement en novembre 1973, date de sortie de Robin des Bois par Walt Disney, que les furs d'aujourd’hui reconnaissent avoir eu des affinités pour ces « funny animals » (« drôles d'animaux »). En 1980, lors du week-end du Labor Day américain, prit place la 38e World Science Fiction Convention, une convention ayant pour thème la science-fiction, dans laquelle Steve Gallacci (en) présenta une bande dessinée alternative en noir et blanc, Albedo Anthropomorphics (en), mettant en scène des mammifères et oiseaux anthropomorphes dans un monde futuriste où tient lieu une guerre spatiale. Les années qui suivirent furent l'occasion pour les fans des drôles d’animaux de s’organiser, se rassembler ou créer des romans graphiques. En octobre 1983, Marc Schirmeister appelle ses fans à rejoindre l’équipe du magazine Rowrbrazzle, et en février 1984, le premier numéro paraît.
La popularisation d'internet dans les années 1990 permit au furry de se faire connaître par l'utilisation simultanée du World Wide Web et des forums de discussion Usenet comme moyen de communication.

## Loisirs
Selon un sondage de 2008, la plupart des furries pensent que les dessins, les conventions, la littérature et les communautés en ligne sont importants pour le fandom,,. Le fandom furry est majoritairement composé d'hommes, à 80 % selon plusieurs sondages,.
Plusieurs autres études et statistiques ont été menés sur le fandom, dont celle de Furscience, permettant d'avoir, par exemple, des pourcentages de l'orientation sexuelle majoritaire des furries.

### Jeu de rôle
Le jeu de rôle, ou plus exactement l'interprétation du rôle (abrégé RP, de l’anglais Role-Playing) est une activité qui consiste en l’incarnation d’un ou de plusieurs personnages par une ou plusieurs personnes, dans une situation imaginaire, et en la narrant leurs faits et gestes (dialogues, sentiments, expressions). Dans le fandom furry, les personnes incarnent donc principalement leur fursonas.
La méthode la plus courante pour roleplayer dans le fandom furry est désormais d'utiliser des canaux, publics ou privés, sur des messageries instantanées, mais des gens le pratiquent encore sur des sites spécialisés,.
Il existe aussi des communautés un peu plus développées, forums par exemple, permettant l'interaction socio-culturelle tel que SoFurry où les Furs s'adonnent à leur(s) personnage(s) furry au travers de discussions et échanges créatifs.

### Conventions
Une convention furry est un rassemblement annuel à grande échelle de furries, la plupart du temps organisées dans de grandes villes dont l'accès est aisé (aéroports, gares), de l'ordre de plusieurs dizaines à plusieurs milliers de participants sur plusieurs jours. En Europe, la plus grande convention est l'Eurofurence rassemblant plusieurs milliers de participants (3 579 pour la convention 2019). Aux États-Unis, la plus grande est Midwest Fur Fest (environ 8 700 participants en 2017), et se déroule en général au mois de décembre à Chicago. Les activités et expositions principales sont les galeries d'art, les ventes aux enchères d'œuvres artistiques, la parade de fursuits, les danses de tous types, jeux de rôle, tournois DDR et spectacles de marionnettes/sketchs.
Une « furmeet » (fur meeting) est un regroupement à petite échelle de furries. Il s'agit de simples sorties, dont les activités varient d'une furmeet à l'autre[réf. souhaitée]. En France, lorsqu'une furmeet se fait autour d'un repas, on parle de furmiam[réf. souhaitée].

## Art et littérature

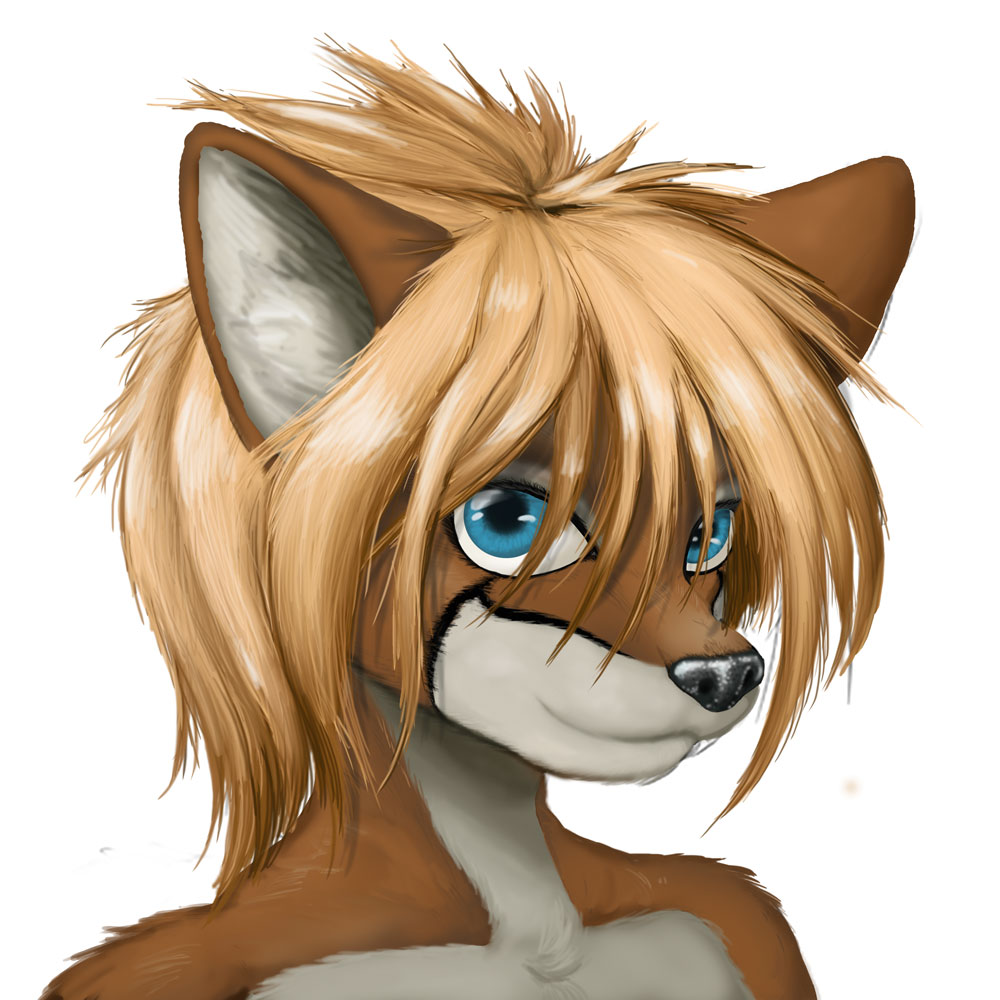
Un dessin d'une renarde anthropomorphe.

Les artistes furry, les écrivains, et les éditeurs produisent une quantité phénoménale de dessins, de peintures, de nouvelles, de bandes dessinées, de fanzines, de peluches/marionnettes, de livres à tirages limités, ainsi que de sculptures, de compositions musicales, et de photographies. La plupart de cet art est désormais distribué sur des sites dédiés aux furries tels que FurAffinity, mais est parfois distribué dans des sites personnels/blogs. Le site web DeviantArt, connu des artistes et graphistes, notamment amateurs, a créé une section consacrée à l'art anthropomorphe.

## Fursona

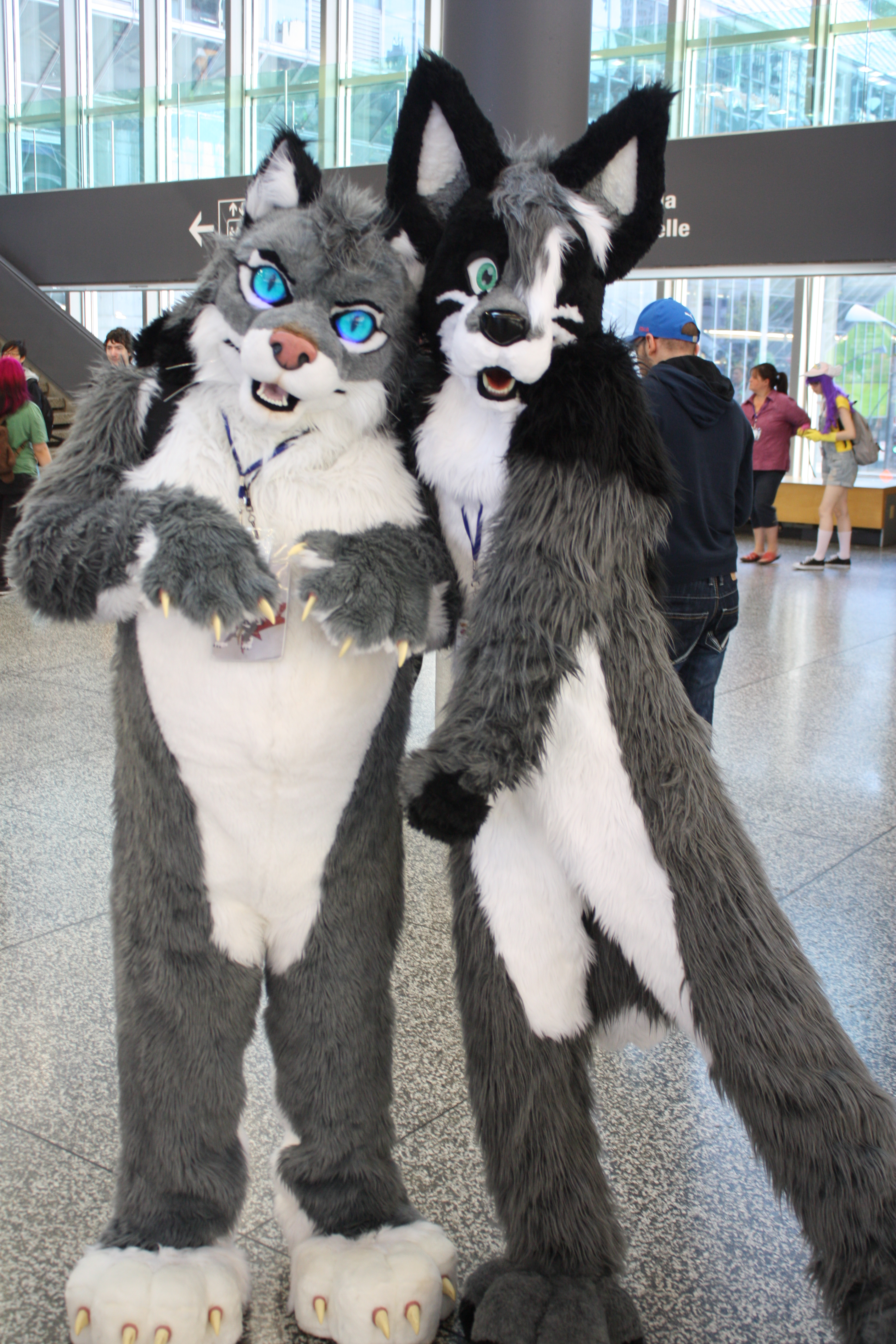
Deux fursuits à Otakuthon 2014, une ressemblant à un lynx gris.

Un fursona est l'image d'un personnage animal réel, légendaire, parfois anthropomorphe imaginé en vue de son incarnation, la plupart du temps dans le cadre d'une rencontre en furries (furmeets, convention furry...). Il peut représenter tout animal, hybride ou non, avec un degré de réalisme et d'humanisation défini. Les animaux les plus représentés sont les loups, les renards, les dragons et les chats.
C'est souvent par leurs fursonas que les furs se reconnaissent. Celui-ci peut être perçu par certains comme un totem, une représentation externe de ce que le fur ressent être à l'intérieur et peut aboutir à la création d'une fursuit, sans que cela soit automatique. En effet, les fursuit sont généralement très chers. Lors des conventions furry par exemple, certains participants représente leur fursona qu'au travers d'un badge qu'ils portent autour du cou.

## Fursuiting
Le fursuiting est l'action d'incarner un personnage anthropomorphe, la plupart du temps le fursona du porteur, lui-même nommée fursuiter, par le port d'une fursuit (de l'anglais, littéralement « Costume de fourrure »).
Les fursuits peuvent être fabriqués de toutes pièces par leur porteur ou fabriqués par d'autres furries qui en font leur métier, ou non.